# Дворец семьи Дунджерских в Челарево
Дворец семьи Дунджерских в Челарево (серб. Дворац породице Дунђерски у Челареву) — памятник культуры Сербии исключительного значения, расположенный в местечке Челарево (община Бачка-Паланка, Южно-Бачский округ). До 1946 года он принадлежал семье Дунджерских, прежде чем был национализирован. В 1967 году стал частью более крупного музея Воеводины. Статус памятника культуры исключительного значения обрёл 22 декабря 1993 года.

## История
Во второй половине XVIII века на территории усадебного поместья в Челарево появился дворцовый комплекс. На стыке XVIII и XIX веков Марфи Липотом был возведён малый дворец, в котором проживал Никола Безедери со своей семьёй. В 1834—1837 годах тем же Николой Безедери был возведён большой дворец по проектам неизвестного венского архитектора в жанре классицизма. Является одной из многочисленных усадебных построек, возведённых в ту эпоху в Паннонии: 49 из этих усадеб были построены в Воеводине.
Проживавший в Вене и Будапеште, Безедери использовал большой дворец в Челарево в качестве своей летней резиденции. В 1882 году помещик и предприниматель Лазар Дунджерский приобрёл дворец: там в дальнейшем проводили свои встречи многие знаменитые люди, среди которых были Никола Тесла, Пая Йованович, Стеван Тодорович и Лаза Костич. Последний, познакомившийся со своей возлюбленной Ленкой Дунджерской в этом дворце, даже посвятил ей стихотворение Santa Maria della Salute. Во дворце какое-то время проживал король Югославии Александр I Карагеоргиевич.
После Второй мировой войны здание было национализировано. С 1947 по середину 1952 года оно использовалось в качестве резиденции Президиумом Югославии, а иногда в нём проводил встречи югославский президент Иосип Броз Тито. В 1967 году здание дворца было передано музею Воеводины: во дворце размещалась экспозиция мебели XVIII и XIX веков. В 1985—1988 годах здание музея подверглось реконструкции. 22 декабря 1993 года дворец семьи Дунджерских в Челарево включён в список Список памятников культуры Сербии исключительного значения, а именно внесён в центральный реестр (26 ноября 1993 года включён в локальный реестр). Под охраной также находится парк около дворца.
В 2002 году из-за неудовлетворительного состояния музей был закрыт для посетителей и встал на реконструкцию. По данным на 2020 год, здание остаётся до сих пор заброшенным, а на его стенах появляются граффити.

## Описание
Дворец семьи Дунджерских представляет собой комплекс из нескольких объектов, размещённых в просторном парке, который организован по принципу английских садов. Малый дворец Липота — одноэтажное здание прямоугольной формы, со внутренним крыльцом на тонких колоннах и декоративными капителями. На уличном фасаде — неглубокий центральный ризалит, простые оконные проёмы с неглубокой рамой и выделенным замковым камнем.
Большой дворец Безедери — классический образец представительской спахийской резиденции. Представляет собой также одноэтажное здание прямоугольной формы с простыми фасадами. Окна с плоским профилированным световым люком, поддерживаемым консолями в виде улиток, и с балясинами в нижней части. На восточной стороне находится портик в жанре классицизма с пандусом и лестницей, поддерживаемый четырьмя дорическими колоннами с треугольным тимпаном наверху. На стороне, обращённой в сад — терраса с лестницей. Крыша четырёхскатная, покрыта перцовой черепицей, с декоративными элементами из медного листа. На чердаке римскими цифрами указан год завершения строительства MDCCCXXXVII (1837)
В том же стиле было возведено третье здание (павильон в саду), ныне снесённое. Напротив большого дворца сохранилось хозяйственное здание, внутренний фасад которого схож с малым дворцом.

## Галерея

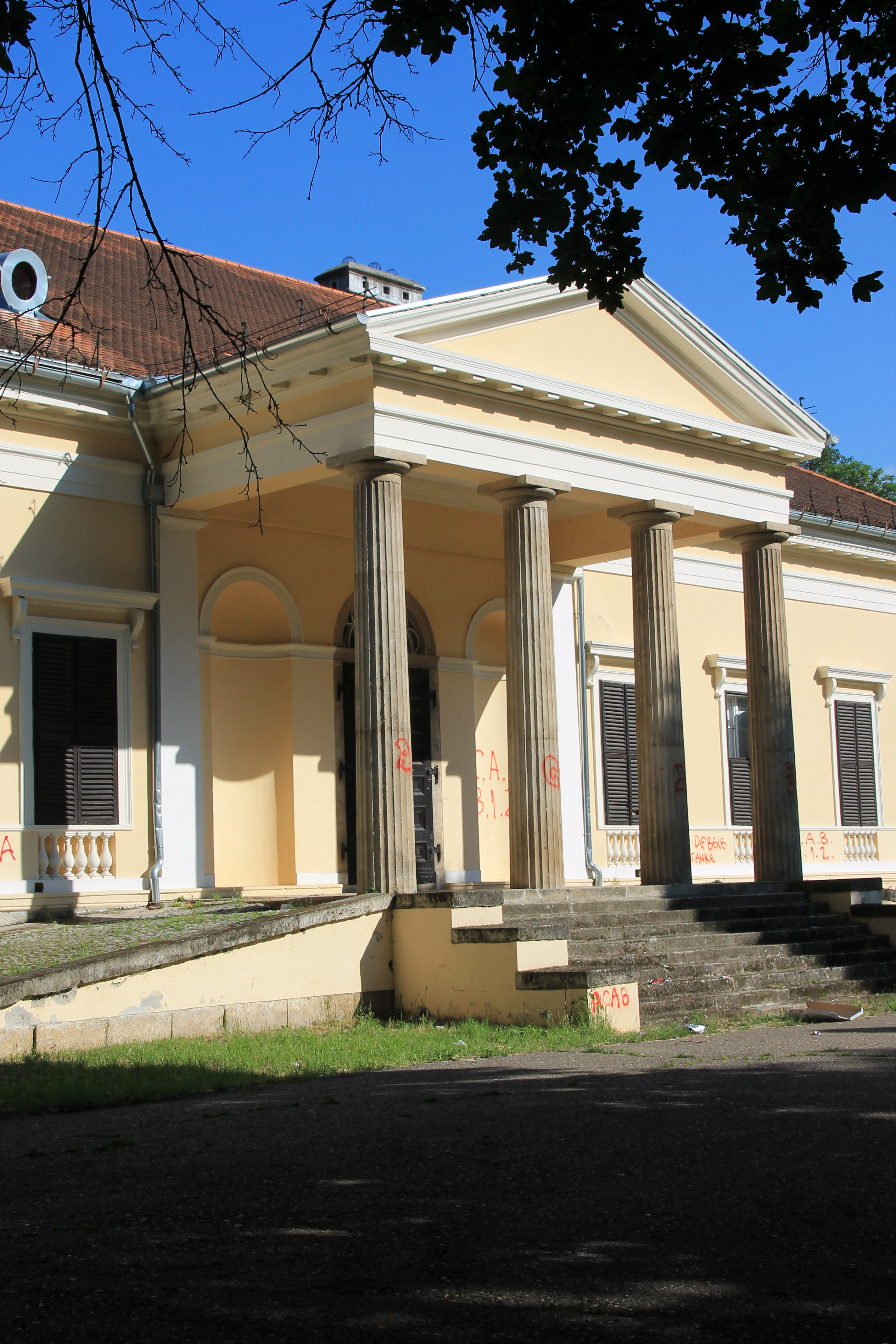
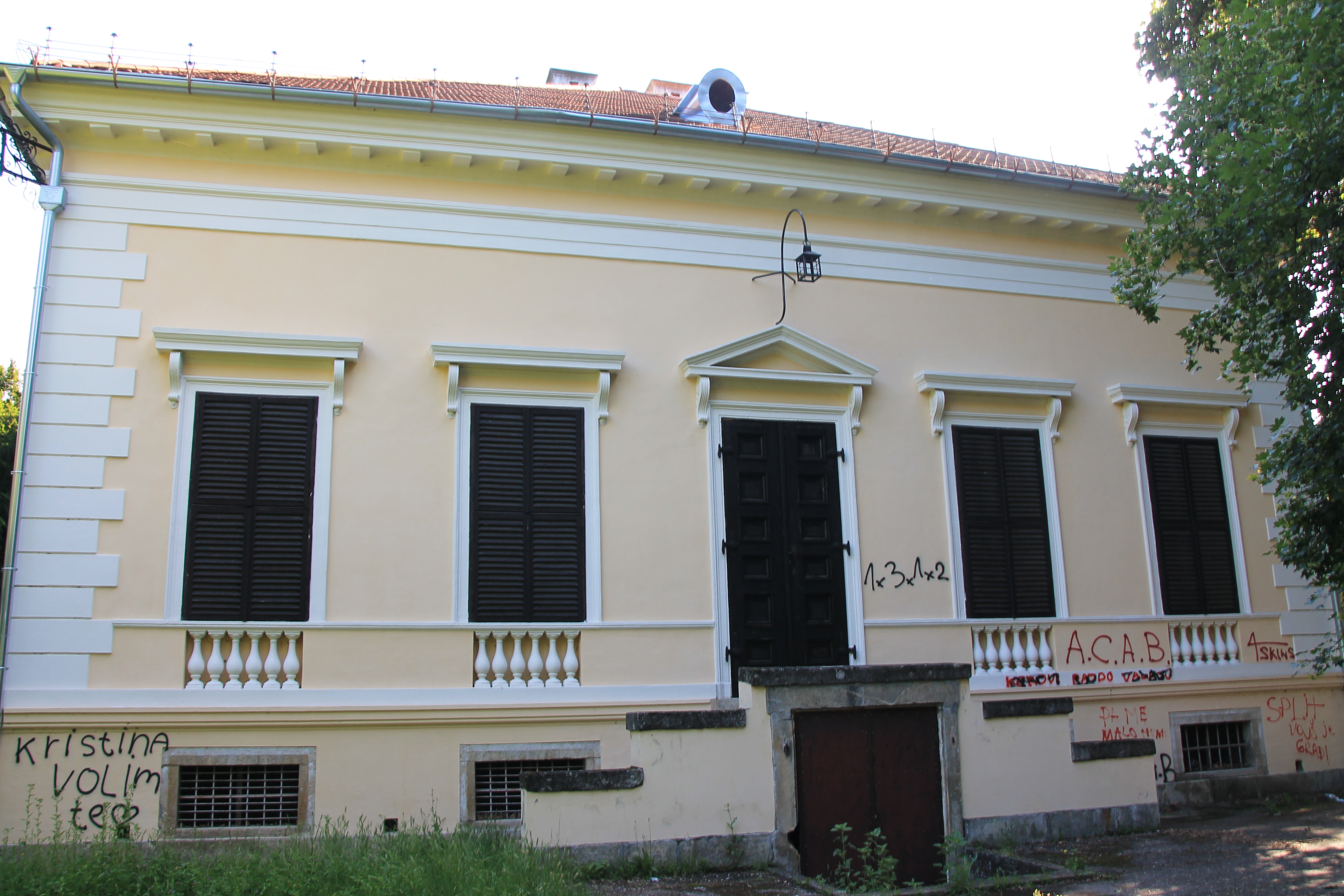
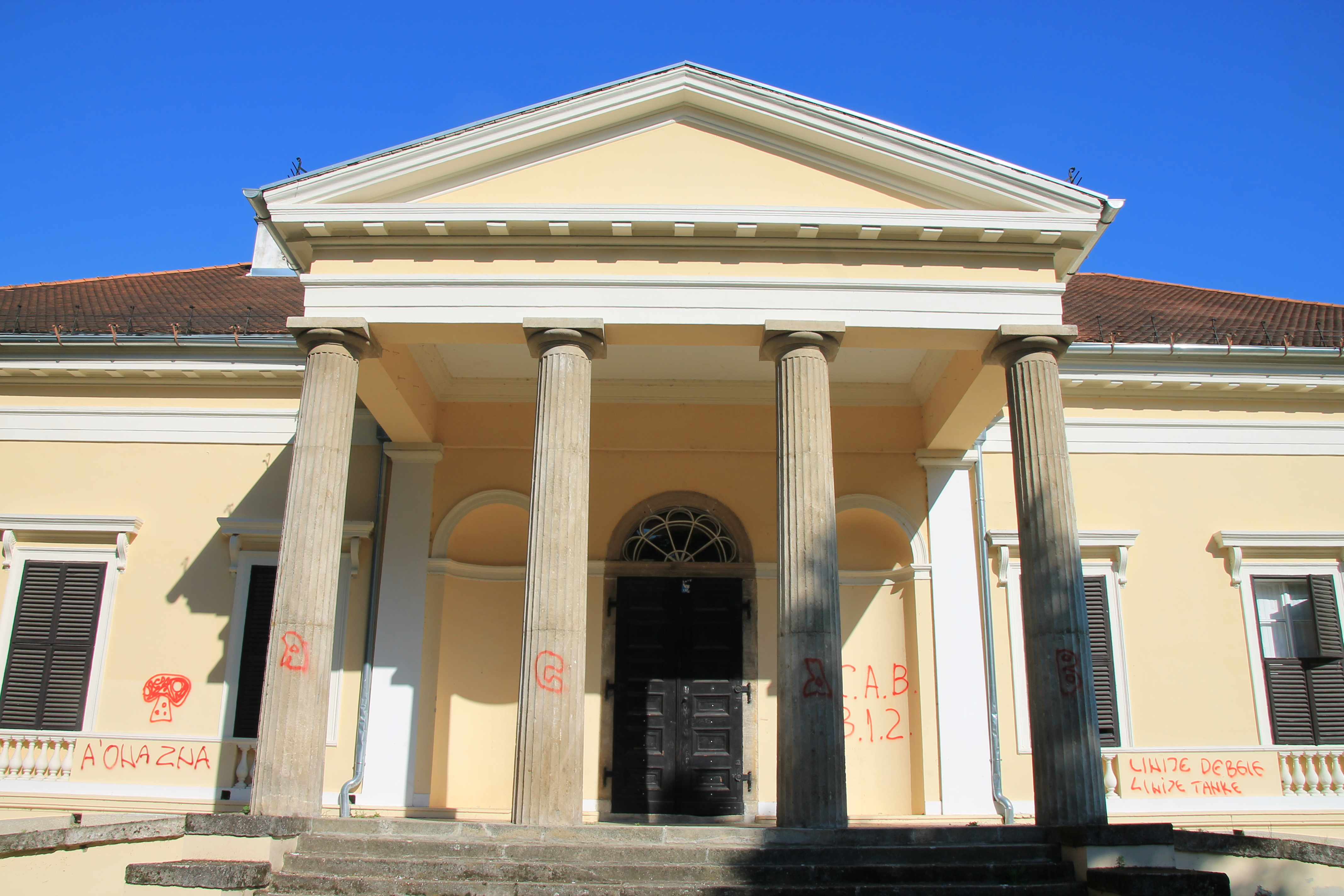
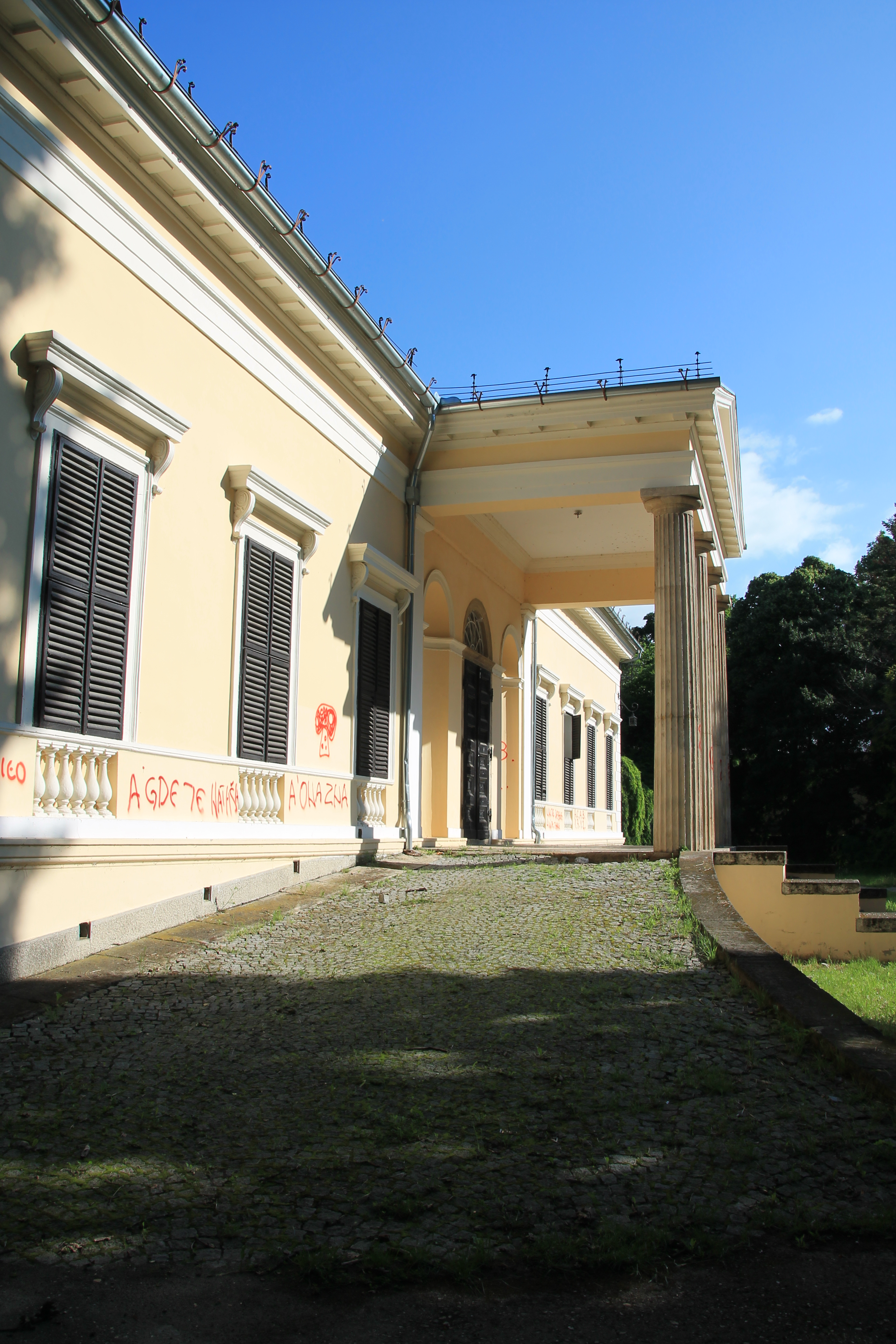
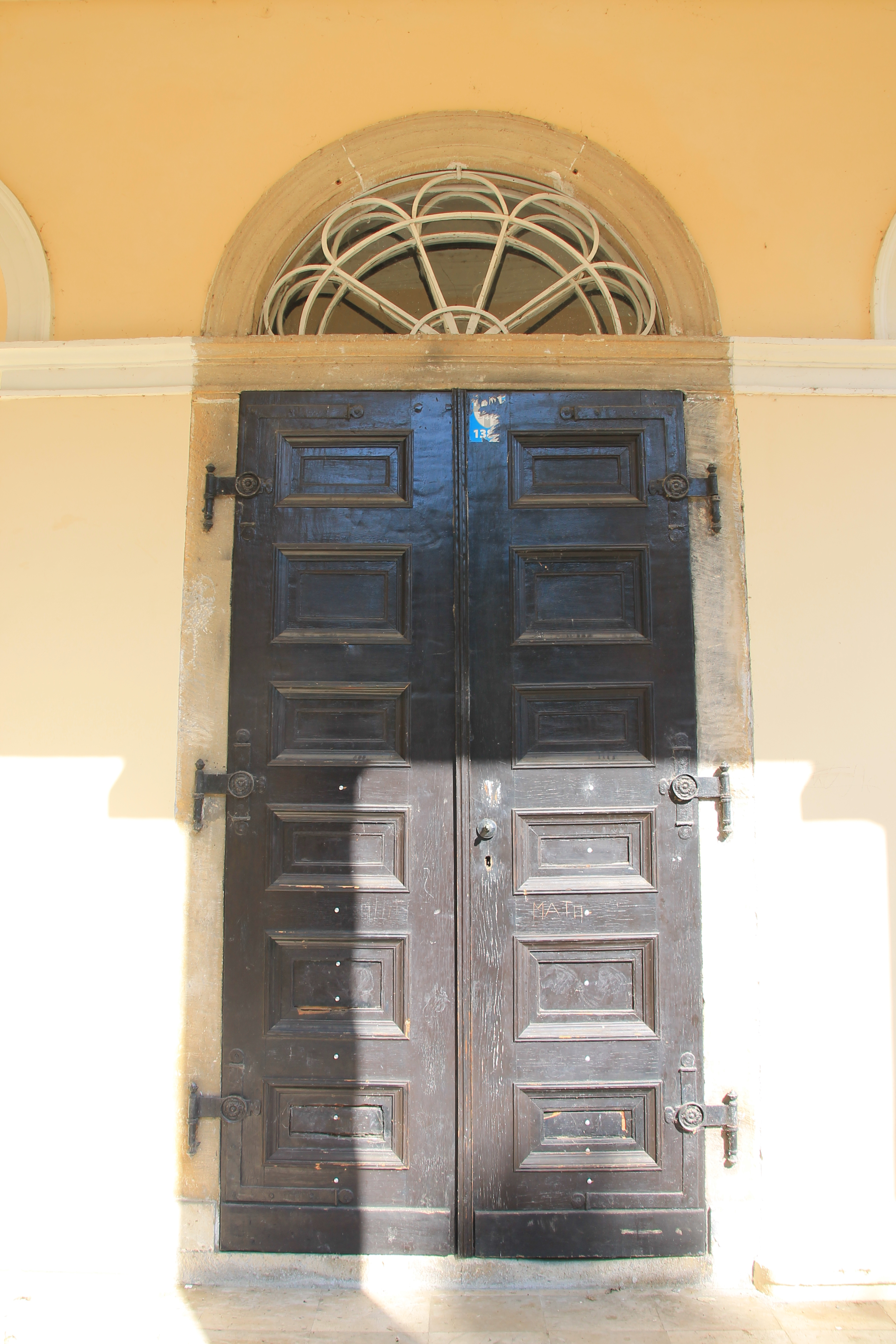
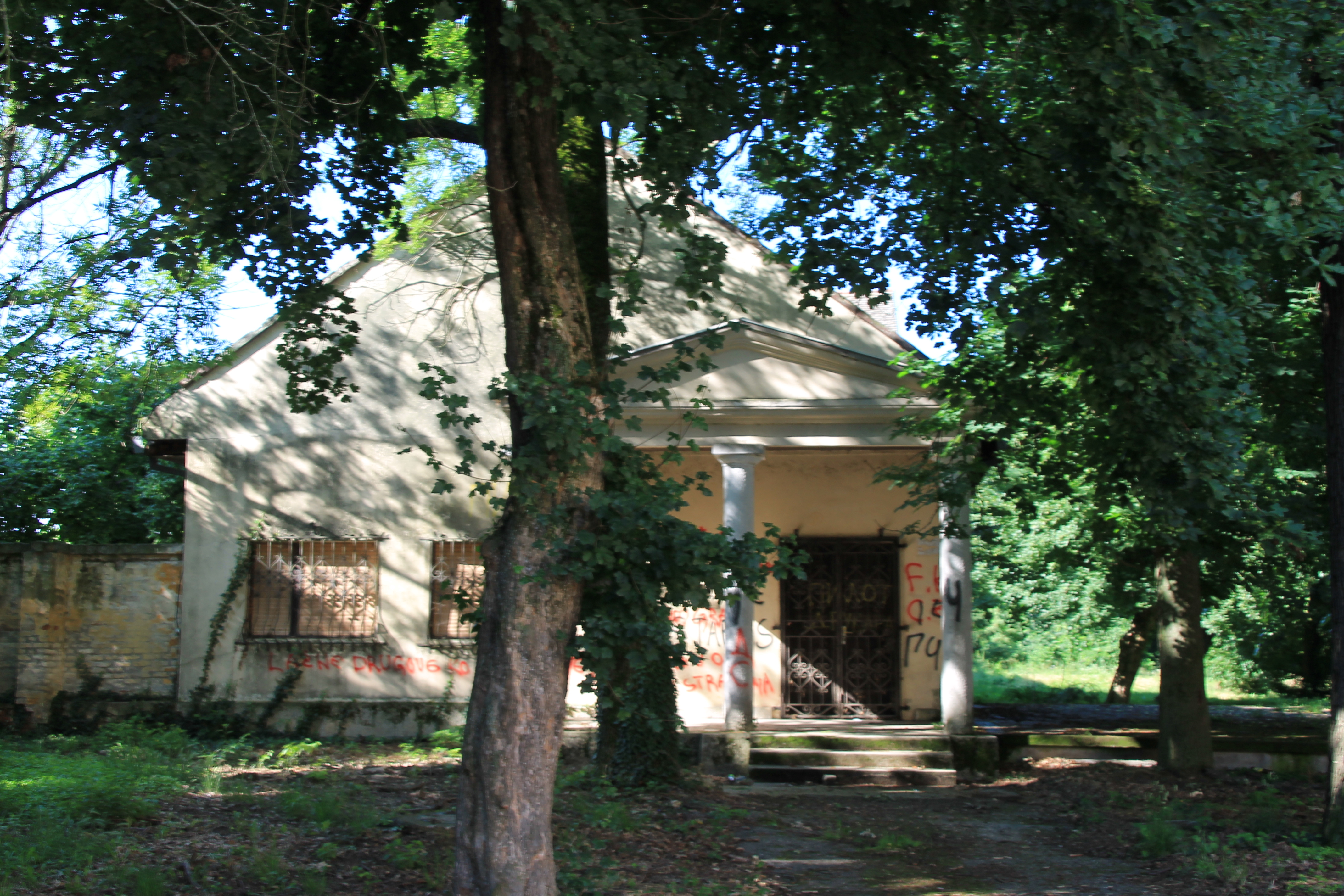
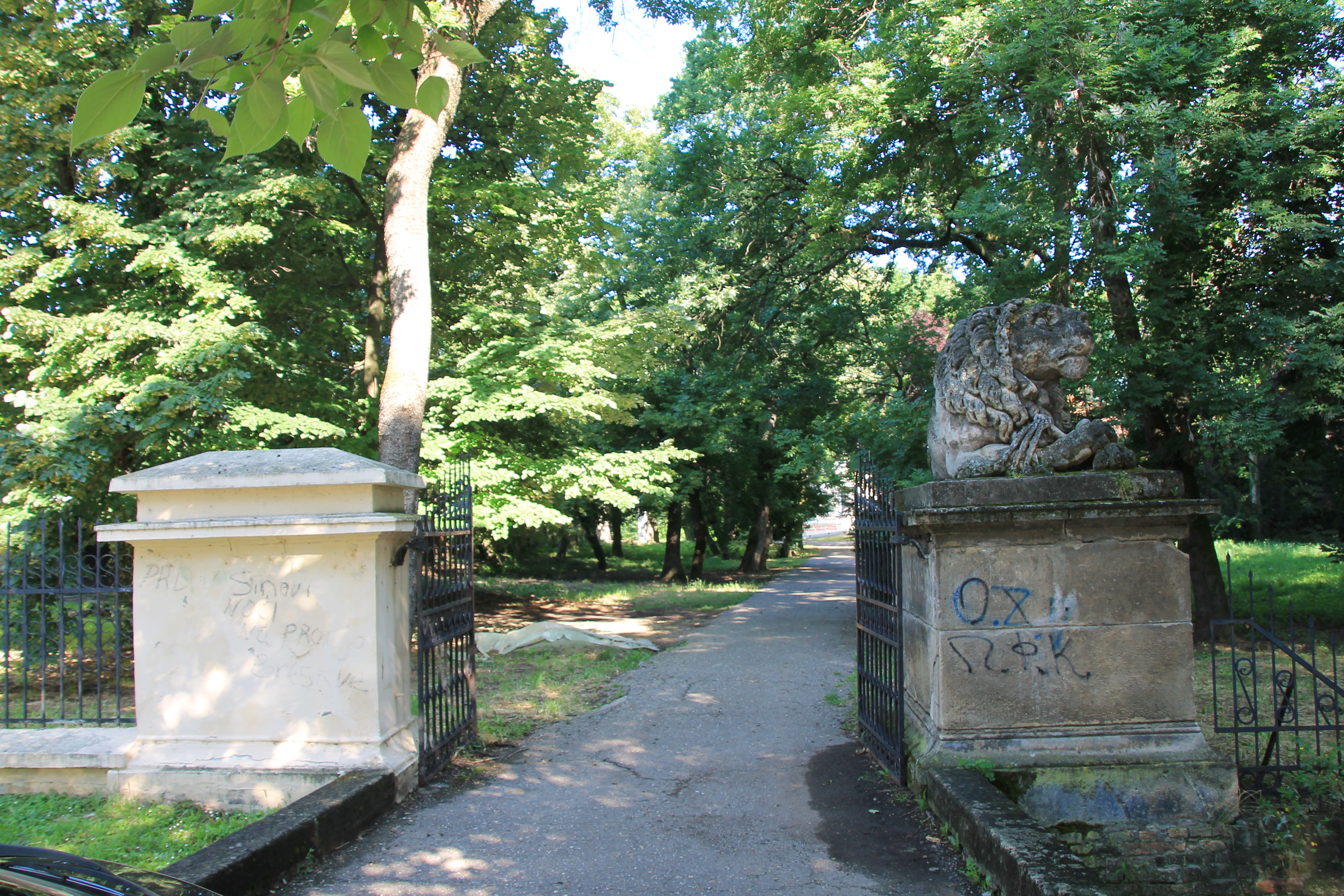
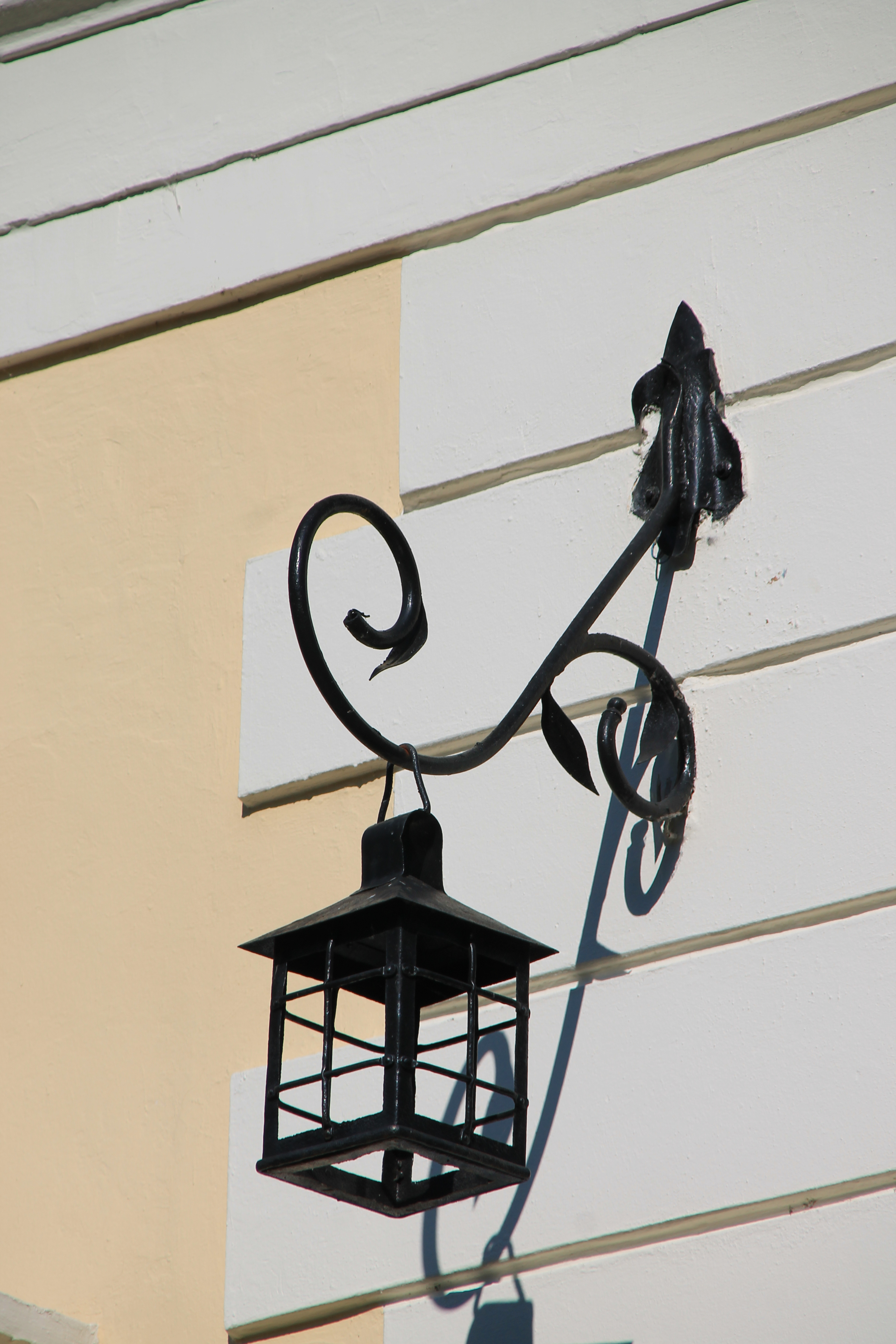